# J. William Kime

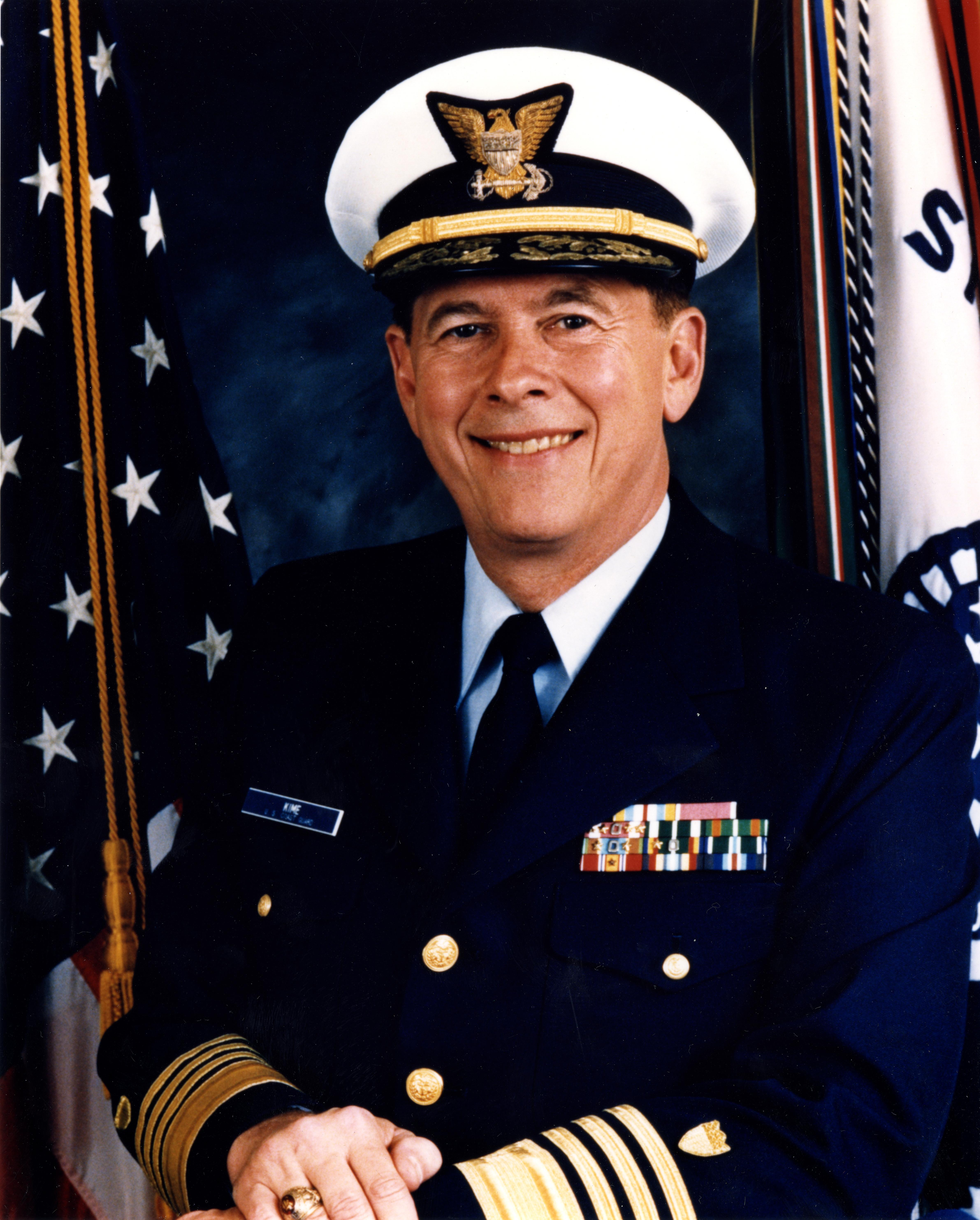
John William Kime

John William Kime (* 18. Februar 1934 in Greensboro; † 14. September 2006 in Towson) war ein US-amerikanischer Admiral der United States Coast Guard und von 31. Mai 1990 bis 1. Juni 1994 Commandant of the Coast Guard.

## Ausbildung und beruflicher Werdegang
Nachdem die Familie 1944 nach Baltimore gezogen war, erhielt Kime seine Schulbildung ab 1951 am Baltimore City College. Zwar wurde ihm ein Studienplatz für Pharmazie an der University of Maryland angeboten. Diesen musste er aus finanziellen Gründen aber ablehnen. Nachdem er kurze Zeit in einer Fabrik von General Motors gearbeitet hatte, schrieb sich Kime an der United States Coast Guard Academy ein. Das Studium schloss er 1957 ab und diente zunächst auf der USCGC Cassco, bevor er 1960 das Kommando über die Radarstation auf Wake Island übernahm. 1961 kehrte er in die Vereinigten Staaten zurück und absolvierte ein Masterstudium in Schiffstechnik am Massachusetts Institute of Technology. Zugleich erwarb er 1964 den Abschluss als Schiffsingenieur. Nach seinem Studium war er maßgeblich an der Entwicklung neuer Eisbrecher beteiligt. Zudem diente er als erster technischer Offizier der USCGC Boutwell. 1977 absolvierte Kime das Industrial College of the Armed Forces und wurde in das Hauptquartier der Handelsmarine versetzt. Zwischen 1978 und 1988 hatte er verschiedene Stellungen innerhalb der US-Küstenwache inne. Dort war er zumeist mit Fragen der Sicherheit auf See und des Umweltschutzes befasst. Er war aber auch auf internationaler Ebene tätig. So vertrat er die Vereinigten Staaten in Sitzungen der Internationalen Seeschifffahrts-Organisation. Vor seiner Ernennung zum Commandant of the Coast Guard diente Kime als Verbindungsoffizier für den Pazifikraum am Office of National Drug Control Policy des Weißen Hauses.

## Amtszeit als Commandant of the Coast Guard
Während seiner Amtszeit als Commandant of the Coast Guard setzte sich Kime weiterhin für die Verbesserung der Sicherheit der Schifffahrt und des Umweltschutzes ein. So war er maßgeblich an der Umsetzung des Oil Pollution Act of 1990 beteiligt.

## Ruhestand und Tod
Nach seiner Pensionierung 1994 war Kime für zahlreiche Unternehmen der freien Wirtschaft als Berater tätig. Bis 2005 fungierte er als Vertreter der Vereinigten Staaten beim Baltic and International Maritime Council. Kime starb 2006 im Alter von 72 Jahren in einem Hospiz in Townson an Krebs und wurde mit militärischen Ehren auf dem Nationalfriedhof Arlington beigesetzt.

## Sonstiges
Kime war zweimal verheiratet und Vater von zwei Söhnen. Er war von 1992 bis 1994 Präsident der Society of Naval Architects and Marine Engineers. Als einer von wenigen Militärs gelang es Kime vom 2-Sterne-Admiral direkt zum 4-Sterne-Admiral befördert zu werden.

## Auszeichnungen
- Angehöriger der Legion of Merit
- Meritorious Service Medal
- Träger des International Maritime Prize 1993